# Farnborough (Londen)
Farnborough is een wijk in het Londense bestuurlijke gebied Bromley, in de regio Groot-Londen. Tot 1965, toen Farnborough een deel werd van Bromley, behoorde Farnborough tot het graafschap Kent.

## Geboren
- Ralph McTell (1944), singer-songwriter
- Steve Bennett (1961), voetbalscheidsrechter
- Nigel Farage (1964), politicus
- Ben Wallace (1970), politicus
- Iwan Thomas (1974), atleet